# Fire!!
 (janvier 2024).
Si vous disposez d'ouvrages ou d'articles de référence ou si vous connaissez des sites web de qualité traitant du thème abordé ici, merci de compléter l'article en donnant les références utiles à sa vérifiabilité et en les liant à la section « Notes et références ».

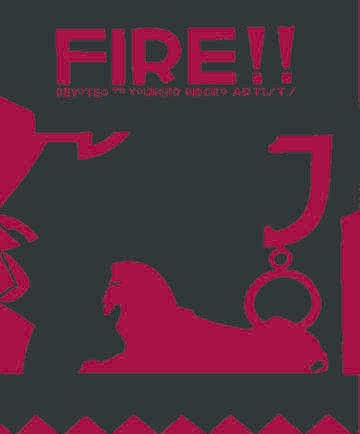
Couverture de l'unique numéro (1926), design d'Aaron Douglas.

Fire!! (en français Feu !!), sous-titré Devoted for Younger Negro Artists, est une revue littéraire et artistique trimestrielle afro-américaine parue dans le quartier de Harlem, à New York pendant l'été 1926, lors de la Renaissance de Harlem.
Elle est publiée par les auteurs et artistes Wallace Thurman, Zora Neale Hurston, Aaron Douglas, John P. Davis, Richard Bruce Nugent, Gwendolyn Bennett, Lewis Grandison Alexander, Countee Cullen, et Langston Hughes.
Un seul numéro est paru.

## Histoire
Fire!! est conçu pour exprimer l'engagement ainsi que la créativité de la communauté afro-américaine de la Renaissance de Harlem, une énergie illustrée par la littérature ainsi que le dessin. Les fondateurs de Fire!! cherchent à montrer une nouvelle identité du jeune afro américain.
Le comité de parrainage comprend une dizaine de personnalité originaires de New York, Philadelphie, Minneapolis et Baltimore, dont Carl Van Vechten.
Dans la revue sont explorées diverses questions présentes dans la communauté noire, comme l'homosexualité, la bisexualité, les relations interraciales, la promiscuité sexuelle et la prostitution.
Selon Langston Hughes, cet ouvrage « réduirait en cendre des idées conventionnelles et épaterait le bourgeois », rendant également plus visibles les travaux artistiques et écrits des jeunes noirs. À cela s'ajoute une volonté de  promouvoir une nouvelle revue destinée aux noirs, qui se montrerait plus présente que The Crisis, Opportunity ou The Messenger (en), revues noires dont certaines étaient encore peu diffusées dans les années 1920 — exception faite pour The Crisis.
La revue est plutôt proche du courant socialiste américain, puisqu'elle ouvre sur une publicité dédiée à New Masses.
Peu après la parution du premier numéro, un incendie dans les bureaux du magazine diminue considérablement le stock de revues imprimées, ralentissant peu à peu les opérations du comité de rédaction.

## Réception
À l'endettement auquel font face les promoteurs de Fire!! s'ajoutent des ventes relativement faibles.
La revue n'a pas été particulièrement bien reçue par le public noir. Certains l'ont trouvé offensant. Elle a été désapprouvée pour son contenu traitant de la prostitution et de l'homosexualité et certains grands leaders noirs l'ont jugé dégradante pour la communauté afro américaine. Certains procédés littéraires sont également jugés trop stéréotypés.
Citons[style à revoir] l'usage de l'argot chez le noir, avec la création d'un « Black English » par Zora Neale Hurston.
Le journaliste critique du Baltimore afro-américain écrit  : « je viens de jeter au feu le premier exemplaire de Fire!!. »
The Bookman a néanmoins salué le journal pour ses qualités et sa personnalité uniques.
Pour Wallace Thurman, Fire!!  reste et restera une rareté bibliophilique.